# OCC (企業)
株式会社オーシーシーは、神奈川県横浜市に本社を置く電線メーカー。主に海底ケーブルの製造を得意とする。

## 概要
日本国内の大手電線メーカー3社（古河電工・住友電工・藤倉電線）が設立母体となっている。のちに、産業再生機構の下で独立系投資会社・ロングリーチグループの支援を受けていたが、2008年7月にNECと住友電工の2社による共同買収（NEC:住電＝3:1）により、住友グループ主導で再出発した。
なお、沖縄県浦添市に本社を置く株式会社オーシーシーとは無関係である。

## 事業所
- 本社：横浜市西区みなとみらい2丁目3番5号　クイーンズタワー C 15階

- 工場：福岡県北九州市若松区響町（海底システム事業所）、栃木（上三川事業所）
- 支店：大阪（西日本支店）
- 営業所：福岡（九州営業所）

## 沿革
- 1935年 - 日本海底電線株式会社を設立。
- 1949年 - 陸上用絶縁電線を製造開始。
- 1960年 - 大洋海底電線株式会社を設立。太平洋横断ケーブルの開発に着手。
- 1964年 - 上記2社が合併し、日本大洋海底電線株式会社となる。第1太平洋横断海底同軸ケーブルの製造を完了。
- 1995年 - 北九州市若松区に工場を新設（現・海底システム事業所）。
- 1999年 - 株式会社OCCに社名を変更。
- 2003年 - 株式会社ヤクシンと合併。
- 2004年 - 産業再生機構の支援を受ける。
- 2006年 - 投資会社のロングリーチグループ傘下に入り、同社が新設した受け皿会社（株式会社オーシーシー・ホールディングス）が主要株主となる。
- 2008年 - 日本電気株式会社及び住友電気工業株式会社が共同買収し、両社の傘下となる。
- 2012年 - 親会社のオーシーシー・ホールディングスを吸収合併。